# Allie Sherman
Pour les articles homonymes, voir Sherman.
(en) Statistiques sur pro-football-reference
Alex Sherman dit Allie Sherman (né le 10 février 1923 à Brooklyn et mort le 3 janvier 2015, à New York) est un entraîneur américain de football américain.
Joueur, il a disputé 51 matchs en six saisons dans la National Football League (NFL) en tant que quarterback, running back et defensive back notamment aux Eagles de Philadelphie, avant d'entamer sa carrière d'entraîneur. Il a été entraîneur principal des Blue Bombers de Winnipeg de la Ligue canadienne de football (LCF) et des Giants de New York de la NFL. Il a ensuite travaillé dans la télévision par câble, dans le marketing sportif et dans les médias.
Sherman a remporté notamment le prix d'entraîneur NFL de l'année  en 1961 et 1962, la première fois qu'un tel prix était décerné à la même personne lors de deux saisons consécutives.